# La Novice (roman)
Pour les articles homonymes, voir Novice (homonymie).
La Novice (titre original : The Novice) est le second roman de la saga La Trilogie du magicien noir de Trudi Canavan. Publié pour la première fois en 2002 en Australie, le titre est disponible depuis le 22 novembre 2007 en version française aux éditions Bragelonne.

## Résumé
Après ses longs mois de fuite, puis ses premiers contacts difficiles avec la Guilde, Sonea s'apprête à devenir une novice au sein du prestigieux établissement afin de développer son don et d'apprendre à en maitriser tous les aspects.
Seule personne issue du peuple, au milieu d'un univers peuplé d'enfants de la haute noblesse, elle est rejetée par ses camarades de classe et tyrannisée par Regin, un novice qui ne rate jamais une occasion de la ridiculiser devant les autres et de la mettre dans des situations très embarrassantes, ainsi que de l'empêcher d'étudier de manière correcte, voulant montrer ainsi que son travail est meilleur que celui d'une fille du peuple.
Mais les principales inquiétudes de Sonea sont tournées vers le haut seigneur de la Guilde, Akkarin, qui n'est autre qu'un mage noir.

## La Trilogie du magicien noir
1. La Guilde des magiciens, 2007 (The Magicians' Guild, 2001), trad. Justine Niogret
2. La Novice, 2007 (The Novice, 2002), trad. Claire Jouanneau
3. Le Haut-Seigneur, 2008 (The High Lord, 2003), trad. Ariane Maksioutine

## Suite:Les Chroniques du magicien noir
1. La Mission de l'ambassadeur, 2011 (The Ambassador's Mission, 2010)
2. La Renégate, 2011 (The Rogue, 2011)
3. La Reine traîtresse, 2012 (The Traitor Queen, 2012)